# 夏侯嶠
夏侯嶠（932年—1004年），字峻極，幽州人。

## 生平
峤于廣順三年出生，太平興國初進士。歷官興州、邠州、興元府通判。真宗時，知審刑院，擢拔為樞密副使。咸平二年（999年）擔任翰林侍讀學士，兼秘書監，後出京擔任江南巡撫使。善鼓琴。宋真宗景德元年五月卒，年七十二。

## 家族
其先祖是幽州人，后移家济州钜野（今屬山東）。父夏侯浦，后梁棣州录事参军。

## 延伸阅读
[在维基数据编辑]
 《宋史·卷292》，出自脱脱《宋史》